# Integriertes Bordinformationssystem

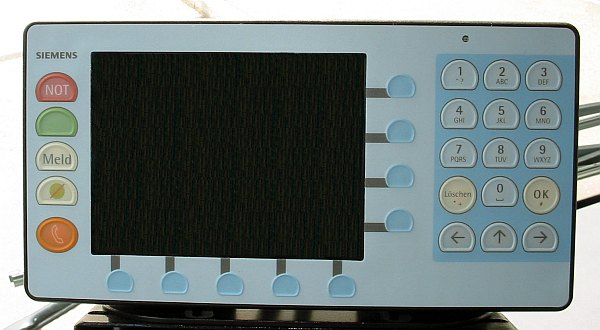
IBIS-Benutzerschnittstelle (Trapeze ITS IBISplus)

Ein Integriertes Bordinformationssystem (IBIS) ist ein Bordrechner mit Bussystem in öffentlichen Verkehrsmitteln. Es koordiniert alle Funktionen des rechnergestützten Betriebsleitsystems (RBL) im Fahrzeug und steuert dabei vor allem das Fahrgastinformationssystem (FIS). In weiteren Ausbaustufen kann das IBIS auch zum Informationsaustausch zwischen Fahrpersonal und der Betriebsleitstelle (BLS) dienen. Dokumentiert ist IBIS in Publikationen des VDV (früher VÖV). Die ursprüngliche Beschreibung stammt aus dem Jahr 1984 und wurde 1987 sowie 1991 geändert bzw. ergänzt.

## Technische Beschreibung
Das IBIS eines Fahrzeugs besteht aus dem Zentralgerät, das über einen Wagen-BUS die angeschlossenen Peripheriegeräte ansteuert. Alle für den Betrieb notwendigen Daten werden dabei im IBIS gespeichert, das System funktioniert daher bei nicht vorhandener Funkversorgung auch autonom. Neuere IBIS-Geräte unterstützen das Blindeninformationssystem BLIS und können mit einer Vielzahl von weiteren Daten versorgt werden und diese an die BLS übermitteln, vorausgesetzt das Fahrzeug verfügt über die entsprechenden Schnittstellen. Dazu gehören beispielsweise der Standort des Fahrzeugs, das Fahrtziel, die Besetzung und die aktuelle Geschwindigkeit. Die BLS wiederum kann akustische oder visuelle Mitteilungen direkt in ein bestimmtes Fahrzeug oder in alle Fahrzeuge auf einer Linie übertragen, wie beispielsweise Fahrplanabweichungen, betriebliche Anweisungen und Informationen über technische Störungen. Beispiele für Peripheriegeräte sind:
- Entwerter
- Fahrkartenautomaten
- Fahrgastinformationssystem (Linienanzeiger, Fahrzielanzeiger, Haltestellenanzeiger, Haltestellenansage)
- Fahrgastzählsystem
- Haltewunschtaste
- Meldungsübertragung von der Infrastruktur zum Fahrzeug
- technische Fehlererfassung
- abgesetztes Fahrerterminal bei Zweirichtungsfahrzeugen
- Steuerung der Infrastruktur: Beeinflussung von Streckeninfrastruktur wie Lichtsignalanlagen (Ampeln und Signale), Schranken (Bus) oder Weichen (Straßenbahn)
- Ortungseinrichtung: Mittels Infrarotbaken und/oder GPS wird die Position des Fahrzeugs bestimmt, wodurch Fahrer und BLS stets über Abweichungen vom Fahrplan informiert werden.

Der Wagen-BUS wird über eine vieradrige Leitung realisiert, mit dem alle Peripheriegeräte parallel mit dem Zentralgerät verbunden sind. Je zwei Adern bilden einen Aufrufbus (Zentralgerät→Peripheriegerät) und einen Antwortbus (Peripheriegerät→Zentralgerät). Alle Peripheriegeräte werden über den Aufrufbus mittels Polling sechs Mal pro Minute abgefragt. Die Datensätze sind aus ASCII-Zeichen aufgebaut und beginnen mit einem Kennzeichen, das die Adresse des Empfängers oder die Art des Datensatzes beschreibt, und endet mit Zeichen für Wagenrücklauf (CR).
Neben der Fahrzeug-internen Kommunikation können mehrere Zentralgeräte über einen Zug-BUS kommunizieren. Das Zentralgerät des führenden Fahrzeug übernimmt die Steuerung des Buses, was als Master-Status bezeichnet wird. Die anderen Zentralgeräte fallen in einen sogenannten Slave-Zustand. Im Unterschied zum Wagen-BUS arbeitet der Zug-BUS mit einem höheren Signalpegel um eine sichere Datenübertragung über Kupplungskontakte zu gewährleisten. Um die Stellung und die Wagennummern der einzelnen Fahrzeuge im Zugverband zu erkennen, beherrscht der Zug-BUS eine zusätzliche Adresszuweisungsprozedur. Des Weiteren ist es durch Straffung des Datenverkehrs möglich, den Zug-BUS im Simplexbetrieb zu betreiben. So kommt der Zug-BUS mit zwei Datenleitungen aus. Über den Zug-BUS steuert das Master-Zentralgerät die Slave-Zentralgeräte, die wiederum über den Wagen-BUS die jeweils angeschlossenen Peripheriegeräte ansteuern.

## Anwendung im Schienenverkehr
Bei der Deutschen Bahn werden für artreine Reisezuggarnituren die Leitungen 17 und 18 des UIC-Kabels für den Zug-BUS genutzt. Da diese Leitungen eigentlich für den Wire Train Bus (WTB) reserviert sind, können Fahrzeuge, die den Zug-BUS nutzen, nicht den WTB nutzen. Die eingesetzten Zentralgeräte in den Fahrzeugen mit Führerstand (z. B. Lokomotiven und Steuerwagen) sind mit einer Elektroakustischen Anlage (ELA) ausgestattet, die die automatischen und manuellen Durchsagen über die Lautsprecher des Zugverbandes ausgibt. Die Tonsignale werden dabei über die Leitungen 1 bis 8 des UIC-Kabels übertragen.

## Zukunft
Im Herbst 2010 begann der VDV das Forschungs- und Standardisierungsprojekt IP-KOM-ÖV (Internet Protokoll basierte Kommunikationsdienste im öffentlichen Verkehr) mit dem Ziel, einen neuen, zukünftigen Standard zu schaffen. Mit der Veröffentlichung des VDV-Merkblattes 301 im Jahr 2014 wurde dies umgesetzt.